# ألف يونغ (لاعب كرة قدم)
ألف يونغ (بالإنجليزية: Alf Young)‏ (4 نوفمبر 1905 بسندرلاند في المملكة المتحدة - 27 أغسطس 1977 بهدرسفيلد في المملكة المتحدة) هو لاعب كرة قدم بريطاني (وحمل سابقاً جنسية المملكة المتحدة لبريطانيا العظمى وأيرلندا) في مركز الدفاع. شارك مع منتخب إنجلترا لكرة القدم. أما مع النوادي، فقد لعب مع نادي يورك سيتي وهدرسفيلد تاون ودورهام سيتي ‏.

## وصلات خارجية
- ألف يونغ على موقع ناشيونال فوتبول تيمز (الإنجليزية)